# ماكيني
ماكيني هي مدينة، تتبع المحافظة الشمالية ‏، هي عاصمة المحافظة الشمالية ‏، بلغ عدد سكانها 87٬679 نسمة.

## مدن توأم
المدن التوأم:
- فريتاون.

## أعلام
- إرنست كوروما